# Henri Colpi
Henri Colpi (Briga, 15 luglio 1921 – Mentone, 14 gennaio 2006) è stato un regista e montatore francese.
Ha diretto tra gli altri L'inverno ti farà tornare (1961), vincitore della Palma d'oro al Festival di Cannes.

## Filmografia parziale

### Regista

#### Cinema
- L'inverno ti farà tornare (Une aussi longue absence) (1961)
- Sangue al sole (Codine) (1963)
- Ulisse non deve morire (Heureux qui comme Ulysse) (1970)
- L'isola misteriosa e il capitano Nemo, co-regia con Juan Antonio Bardem (1973)

#### Televisione
- Thibaud, il cavaliere bianco (Thibaud) - serie TV, 8 episodi (1969)

## Riconoscimenti
- 1960: Premio Louis-Delluc per L'inverno ti farà tornare[2]
- 1961: Palma d'oro al Festival di Cannes per L'inverno ti farà tornare (ex aequo con Viridiana, di Luis Buñuel
- 1963: Prix du scénario al Festival di Cannes per Sangue al sole[2]
- 1965: Premio Kinema Junpō per L'inverno ti farà tornare